# Tjeckiens ambassad i Stockholm
Tjeckiens ambassad i Stockholm (även Tjeckiska ambassaden) är den Tjeckiska republikens diplomatiska representation i Sverige. Nuvarande (2016) ambassadör är Jiri Sitler

## Fastighet
Ambassaden är belägen i en fastighet på Villagatan 21 i Villastaden, Stockholms innerstad. Byggnaden uppfördes 1880 som en trefamiljsvilla efter Axel och Hjalmar Kumliens ritningar, men fick sin nuvarande exteriör 1917-19 då den omvandlades till Johan Mannerheims privatbostad enligt arkitekt Isak Gustaf Clason planer. Ambassadörens residens ligger på Strandvägen 1 i Djursholm.
|  |

## Beskickningschefer
| Namn           | Period    | Funktion   | Anmärkning |
| -------------- | --------- | ---------- | ---------- |
| Jan Kára       | 2007-2011 | Ambassadör |            |
| Jana Hynková   | 2011-2016 | Ambassadör |            |
| Jirí Sitler    | 2016-2021 | Ambassadör |            |
| Anita Grmelová | 2021-idag | Ambassadör |            |